# Pesqueruela

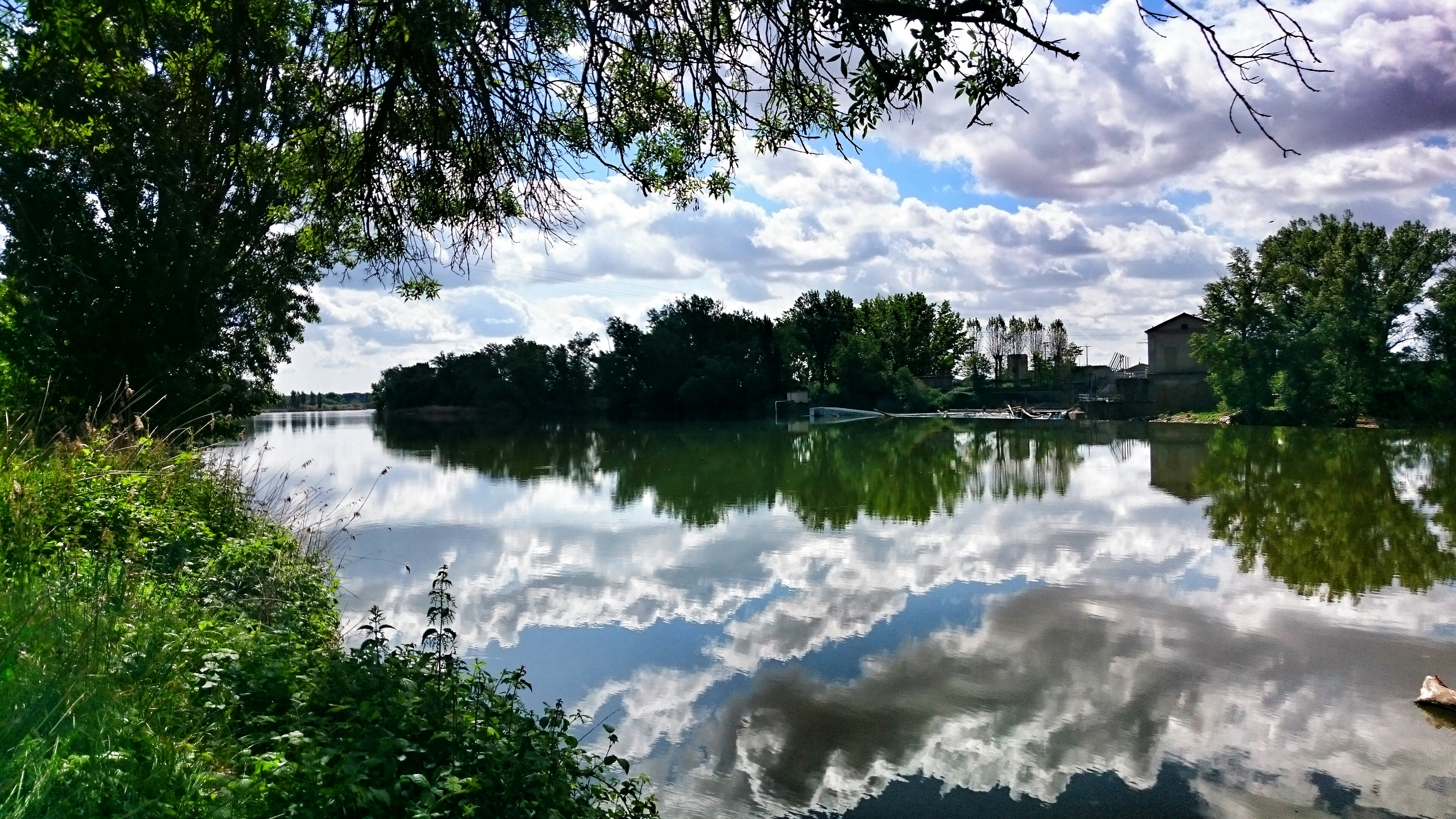
Desembocadura del río Pisuerga en el río Duero, en Villamarciel.

Lugar donde desemboca el río Pisuerga en el río Duero perteneciente al término municipal de Simancas (Provincia de Valladolid, España). En realidad se trata de una feraz finca privada de regadío: posee un camino de servicio para llegar hasta la misma desembocadura, en la que se aprecia que el Pisuerga es bastante mayor que el Duero. De ahí el dicho popular: el Pisuerga lleva el agua y el Duero la fama. También se puede acceder hasta la desembocadura desde el término municipal de Geria por el Oeste, y desde el de Villanueva de Duero, al Sur.

## Galería

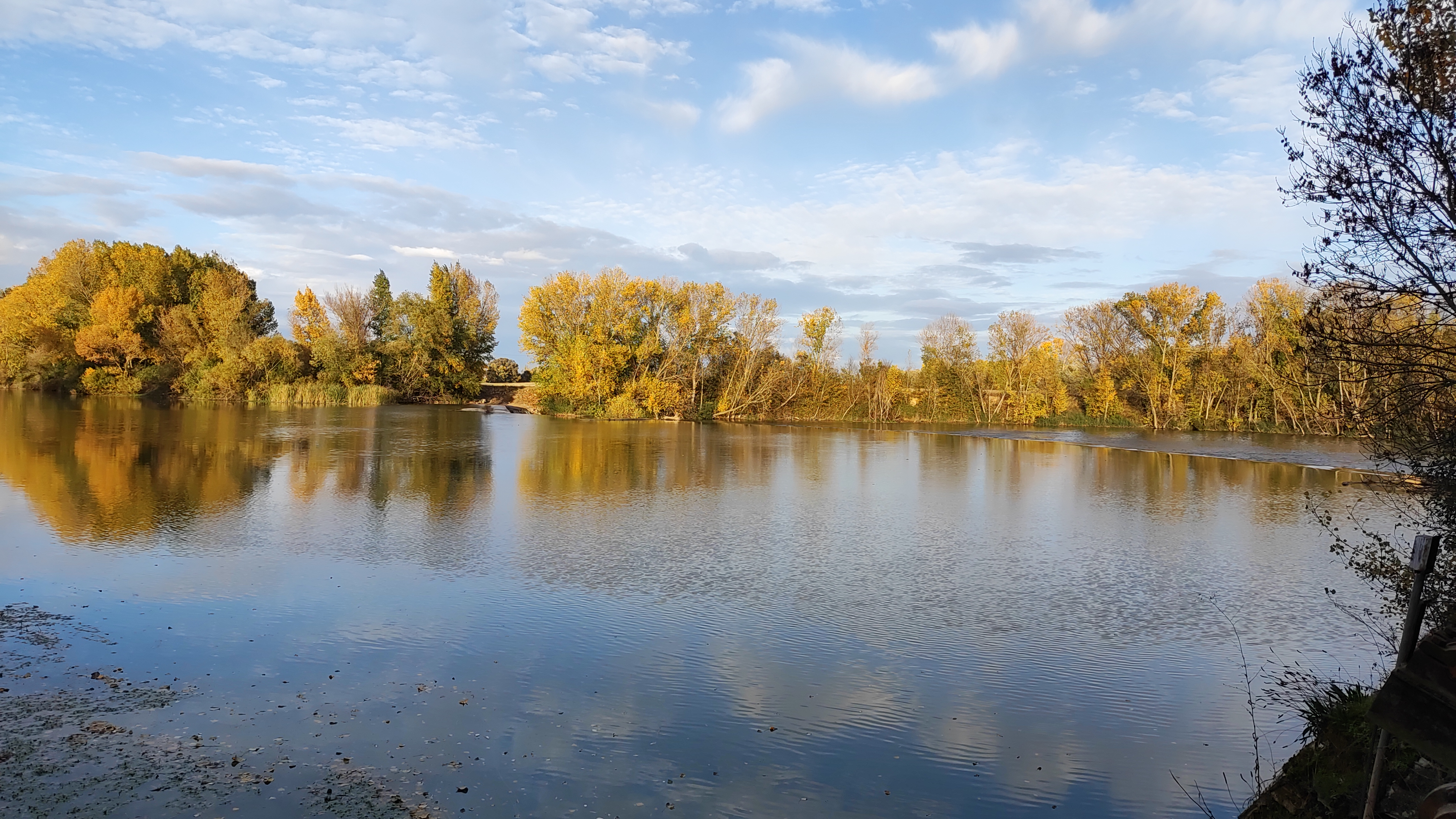
Desembocadura del rio Pisuerga en el rio Duero, fotografiado en noviembre de 2024.
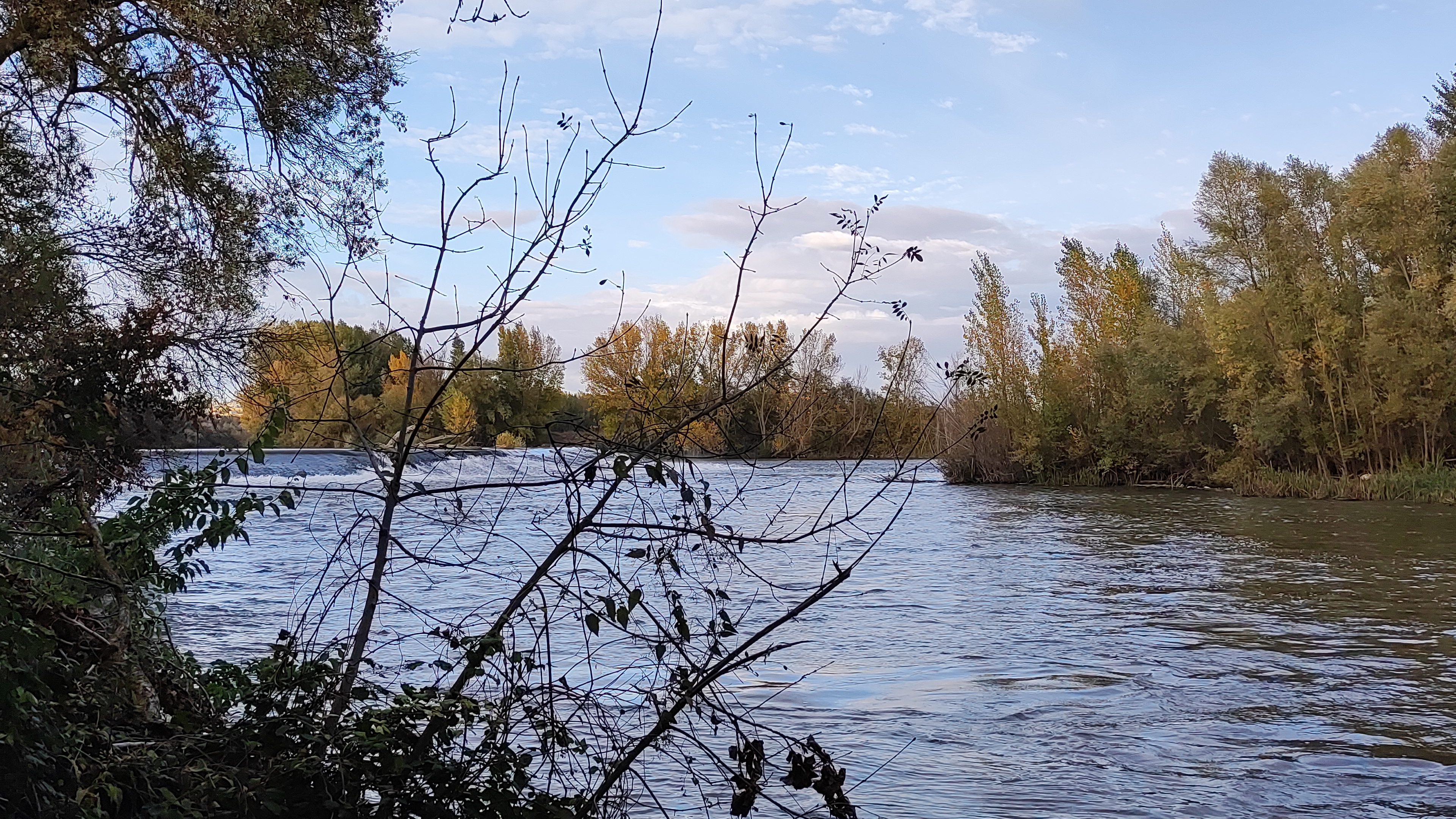
Rio Duero con su afluyente Pisuerga, fotografiado en noviembre de 2024.

- Datos: Q6073268